# Margarida de Miranda
Dona Margarida de Miranda (1380 — ????) foi uma nobre portuguesa, filha de Martinho Afonso Pires de Miranda, bispo de Coimbra e arcebispo de Braga.
Foi a primeira esposa de Pedro de Menezes, 1.º Conde de Vila Real, com quem teve duas filhas: Dona Brites de Menezes, 2.ª Condessa de Vila Real, que casou-se com Dom Fernando de Noronha, 2.º conde de Vila Real e Dona Leonor de Menezes, que casou-se com Fernando II, Duque de Bragança.